# Athena Lemnia

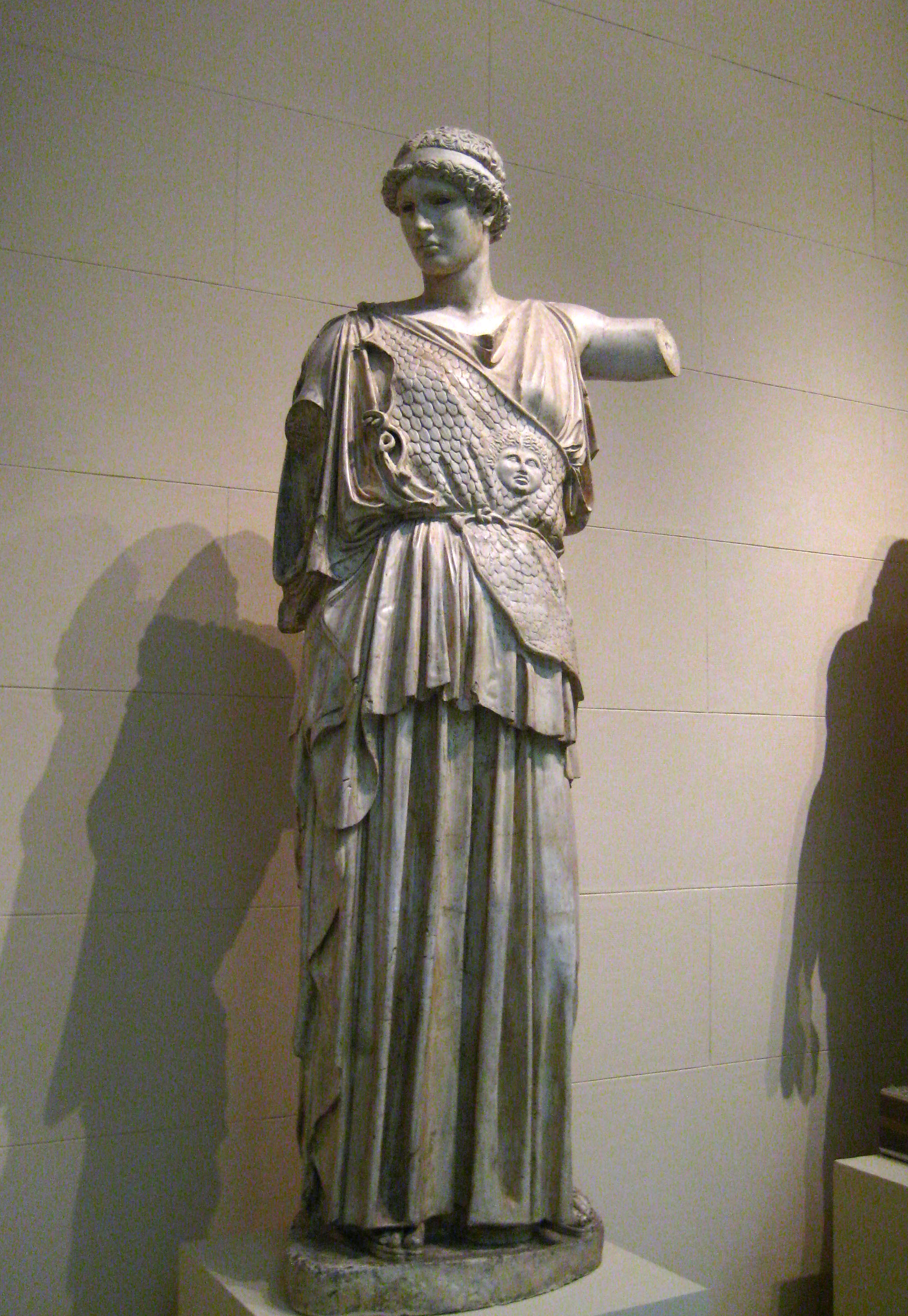
Abguss des Athena-Lemnia-Torsos des Albertinums Dresden im Moskauer Puschkin-Museum

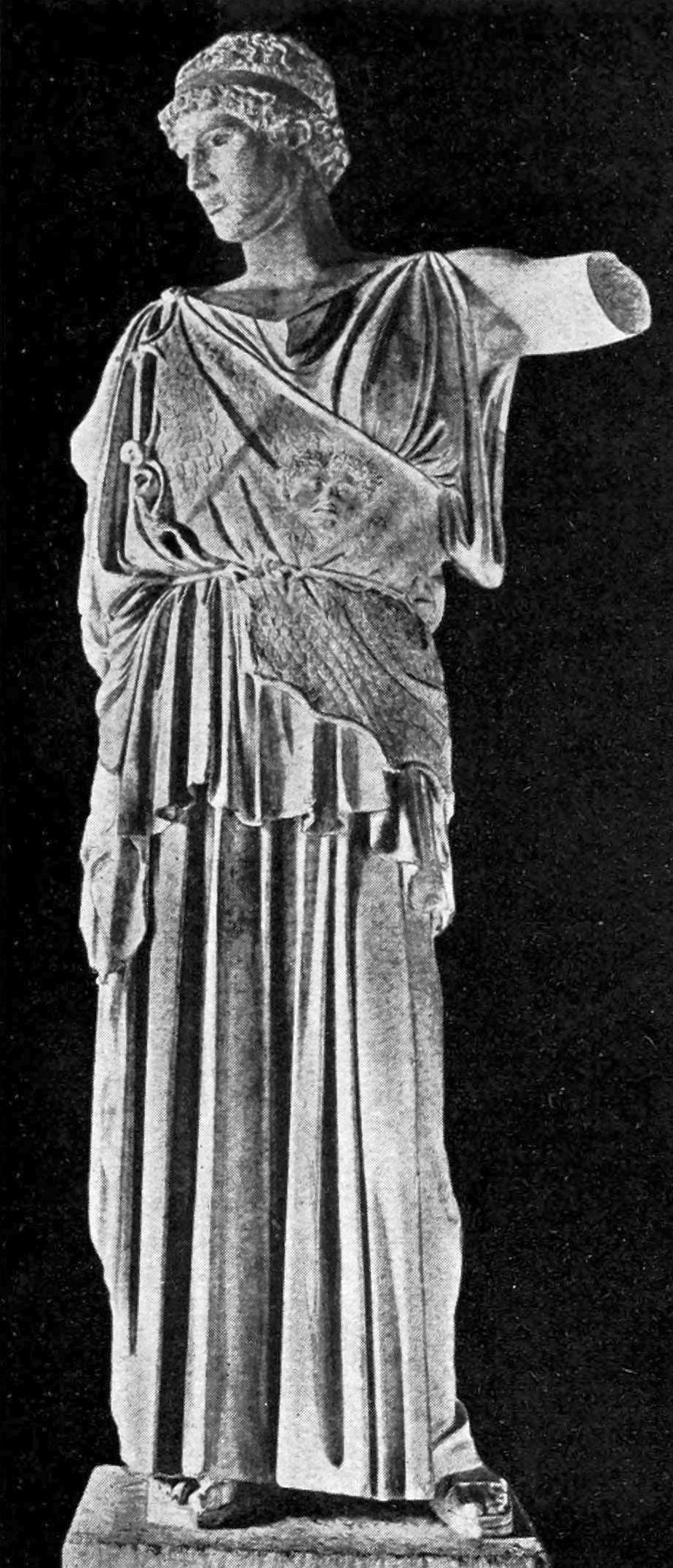
Athena Lemnia in Dresden Anfang des 20. Jahrhunderts

Athena Lemnia ist die Bezeichnung für eine Athena-Statue des Phidias. Der Bildhauer schuf nach häufig vertretener Auffassung die Bronzestatue der Göttin um 450/440 v. Chr. für die Kolonisten, die von Athen nach Lemnos zogen.

## Geschichte
Das Original der Athena Lemnia ist nicht erhalten. Es gibt jedoch Statuen, die als Nachbildungen dieses Werks angesehen werden und zu Rückschlüssen auf das ursprüngliche Aussehen der Athena Lemnia geführt haben.
Erika Simon nennt als ursprünglichen Standort der Athena Lemnia die Akropolis in Athen und führt antike Schriftsteller an, die das Monumentalwerk erwähnten: unter anderen Pausanias und Lukian von Samosata. Pausanias bezeichnet die Athena Lemnia in seiner Beschreibung Griechenlands als das sehenswerteste Werk des Phidias und erklärt, dass das Standbild der Athena nach seinen Stiftern benannt wurde: τῶν ἔργων τῶν Φειδίου θέας μάλιστα ἄξιον Ἀθηνᾶς ἄγαλμα ἀπὸ τῶν ἀναθέντων καλουμένης Λημνίας. Möglicherweise hatte auch Plinius der Ältere diese Statue im Sinn, als er erklärte, Phidias habe eine so gelungene Athenadarstellung geschaffen, dass diese den Beinamen „forma“ erhalten habe.
John Boardman, der „Bestrebungen, Frühwerke des Phidias, des Parthenon-Meisters, sogar in Kopien zu entdecken, […] vielleicht nicht völlig unangebracht“ findet, referiert zu den Teilen einer Athena, die sich in der Skulpturensammlung im Albertinum in Dresden und im Stadtmuseum von Bologna befinden: „Viele haben dies für die Kopie einer Bronze gehalten, die Phidias für die Kolonisten von Lemnos […] anfertigte […] Ein anderer Forscher hat sie hingegen mit den Riace-Bronzen und der phidianischen Gruppe von Delphi in Verbindung gebracht.“

## Furtwänglers Rekonstruktionsversuch
Erika Simon geht noch davon aus, dass Adolf Furtwängler eine überzeugende Rekonstruktion des griechischen Kunstwerks nach einer römischen Marmorkopie gelungen ist. Der Archäologe ließ 1893 zwei Statuenköpfe mit zwei Torsi verbinden. Er hatte den bis zu diesem Zeitpunkt nur als Mädchenkopf bezeichneten Statuenkopf aus Bologna bzw. eine Reproduktion davon zur Verfügung, zu dem es in Dresden ein schlecht erhaltenes Pendant gab, und in Dresden befanden sich zwei einander sehr ähnliche Athenatorsi. Furtwängler ließ Köpfe und Torsi miteinander verbinden und ergänzte die Arme samt Attributen. Dabei ergaben sich Standbilder mit einer Höhe von etwas mehr als zwei Metern.
Der Statuenkopf aus Bologna weist eine Wellenfrisur mit Mittelscheitel auf, die von einem breiten Band gehalten wird. Er zeigt damit die für die Zeit der Klassik typische Haartracht. Der Torso ist mit einem attischen Peplos mit Überfall bekleidet; eine Kordel dient als Gürtel. Die schräg gegürtete Ägis mit dem nach links weisenden Gorgoneion weist ein Schuppenmuster auf und ist von sich windenden Schlangen eingefasst. Vom linken Oberarm ist ein Teil erhalten, der etwa waagerecht von der Schulter abgewinkelt ist, während der rechte Oberarm wohl herabhing und sich in der rechten Hand ein Gegenstand befunden haben muss, dem Athenas Blick zugewandt war.
In Furtwänglers Rekonstruktion, die sich in den Staatlichen Kunstsammlungen in Dresden befindet, hält Athena ihren Helm in der rechten Hand und betrachtet ihn sinnend. Mit der linken Hand hält sie einen Speer aufrecht, dessen hinteres Ende auf dem Boden aufgestützt ist.

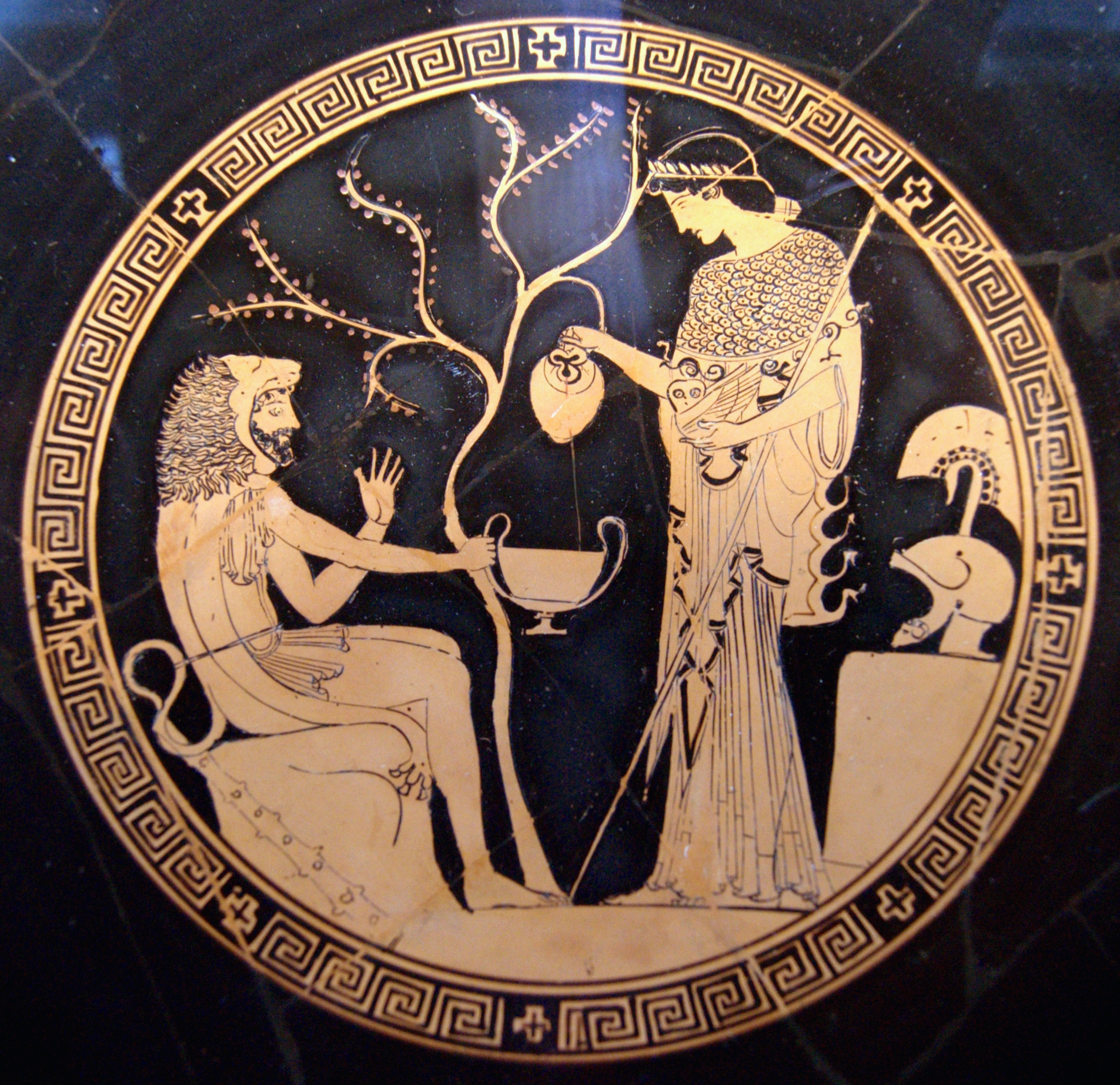
Helmlose Athena mit Käuzchen auf einer Schale des Duris

Trotz ihrer eigentlich positiven Beurteilung dieses Rekonstruktionsversuchs stellt Simon die Frage, ob die Athena Lemnia tatsächlich ihren Helm in der rechten Hand hielt und nicht etwa einen anderen Gegenstand. Sie argumentiert: „Zwar hat Athene in einer ganzen Reihe von Vasenbildern ihren Helm in der Hand, jedoch nicht, um ihn zu betrachten: Ihr Blick richtet sich dann vielmehr auf ein Gegenüber, denn das Abnehmen des Helmes war ein Gestus ihrer Epiphanie.“ Nach Simon könnte die Athena Lemnia auch ein Käuzchen als Attribut in der verlorenen rechten Hand gehalten haben: „Für die attischen Kolonisten, die nach Lemnos zogen, wäre der heilige Vogel der Athene, der zum Flug bereit auf ihrer Rechten saß, ein günstiges Vorzeichen gewesen.“ Simon führt als Argument für diese Theorie unter anderem ein Vasenbild des Duris an, auf dem eine helmlose Athena mit der einen Hand dem erschöpften Herakles Wein eingießt und mit der anderen ihr Symboltier hält. Sie trägt dabei ihre Ägis so, dass das erschreckende Medusenhaupt vom Eulengesicht verdeckt wird. Erika Simon untermauert ihre Argumentation mit den Beinamen „glaukopis“ bzw. „gorgopis“ für Athena und meint: „Das Eulengesicht muss für die Griechen eine Art »positives« Gorgoneion gewesen sein, ein Glück verheißendes Zeichen. An der Statue der Athena Lemnia wäre, wenn unser neuer Ergänzungsvorschlag stimmt, dieser Blick noch verstärkt gewesen durch den Blick der »glaukopis« Athene. Dagegen wendet sich das Gorgoneion auf der schräg gegürteten Ägis vom Betrachter fort nach der Linken der Göttin, der Unglücksseite, hin“. Doch möchte Erika Simon auch die Theorie, die Athena Lemnia habe ihren Helm in der Rechten gehalten, nicht völlig ablehnen.

## Kritik an Furtwängler und weitere Theorien
Dass Kopf und Torso ursprünglich wirklich zusammengehörten bzw. dass Furtwänglers Rekonstruktionsversuch überhaupt etwas mit der ursprünglichen Athena Lemnia zu tun hat, wird allerdings mittlerweile bestritten. Schon Paul Jamot wies bald nach Furtwänglers Publikation zu den Rekonstruktionsversuchen darauf hin, dass z. B. die Größe des Kopfes nicht mit der des Torsos übereinstimmte. Walter Amelung bestätigte die Seriosität seiner Einwände und erweiterte diese durch die Erklärung, der Kopf sei eher argivisch als attisch und passe damit nicht zu einem Werk des Phidias. Hartwick unternahm es in mehreren Untersuchungen, die Einwände gegen Furtwänglers Rekonstruktion weiter zu untermauern.  Gegen diese Versuche Hartwicks führte Olga Palagia ein Relief aus Epidauros und eine Statuette von der Athener Akropolis an, in denen sich eine Athenadarstellung, die der von Furtwängler rekonstruierten gleiche, widerspiegle. Dies wies Hartwick zurück, weil die Statuette genauso wie die Dresdner Torsi armlos ist, die Ergänzung des Helms also nur auf Annahmen der Rekonstruierenden basiert. Lediglich auf der Reliefdarstellung hält Athena ihren Helm in der Hand. Hartwick zog außerdem einen Briefwechsel zwischen Furtwängler und Georg Treu heran, in dem die Zusammenfügung der Köpfe mit den Torsi diskutiert wurde und der es zumindest als zweifelhaft erscheinen lässt, dass die Köpfe ursprünglich zu den Torsi gehörten.
Harrison schließlich plädierte für eine Identität der Athena Lemnia mit der sogenannten Athena Medici. Diese trägt Peplos und Helm, in der linken Hand hält sie Schild und Speer, in der rechten eine Phiale. Ein Relief aus Ostia zeigt eine Athena dieses Typs in Verbindung mit einer Darstellung des Hephaistos, der als Kind aus dem Olymp gestürzt wird und in der Nähe von Lemnos landet. Nach der Feststellung, dass die schräg gegürtete Ägis durchaus eine römische Kreation sein kann, was aber nichts über die ursprüngliche Gestaltung der verlorenen Phidias-Statue aussagt, schloss Hartswick 1998 mit den Worten: „[…] even this must be accepted with caution, for there is not enough hard information to be certain of the appearance of this Pheidian statue. We need to keep our eyes and minds open to other possibilities and suggestions. The final word, I am sure, has not yet been written.“
Einer jüngeren Theorie nach war in Phidias’ Darstellung der Athena zwar ebenfalls die Verbindung zu Hephaistos angedeutet, es habe sich aber dabei nicht um eine Athena Medici gehandelt, sondern um eine Athena Ergane. Denn, so Peter Gercke in seinem Text über den Athenatorso in der Kasseler Antikensammlung, den „Vorschlägen, andere Figurentypen mit der Lemnia zu identifizieren – Athena Typ Medici (Harrison 1996) oder Athena Typ Fier/Berlin/Richmond (Meyer 1997) – mangelt es an motivischen und mythisch-aitiologischen Indizien für eine lemnische Weihung. Die neue ikonographische Interpretation des Figurentypus Dresden-Kassel als Ergane bestärkt die Gleichsetzung mit der pheidiasischen ›Lemnia‹.“